# شکسته (فیلم ۲۰۰۶)
شکسته (به انگلیسی: Broken) فیلمی محصول سال ۲۰۰۶ و به کارگردانی آلان وایت است. در این فیلم بازیگرانی همچون هدر گراهام، جرمی سیستو، راندال باتینکف، جیک بیوزی، اسکارلت چوروات، مایکل ای. گورجیان، لیندا همیلتون، تس هارپر، بیانکا لاسون، نوید نگهبان، مارک شپرد و جسیکا استروپ ایفای نقش کرده‌اند.